# Chúa phù hộ Quốc vương
God Save the King (hay "God Save the Queen" trong trường hợp vị quân chủ là phụ nữ) là quốc ca hay hoàng ca của các Vương quốc Thịnh vượng chung, lãnh thổ của các nước này và Lãnh thổ phụ thuộc của Vương quốc Liên hiệp Anh và Bắc Ireland. Ở New Zealand thì bài này là một trong hai bản quốc ca. Canada dùng bài này làm hoàng ca cũng như các quốc gia nhìn nhận quốc vương Anh là nguyên thủ quốc gia như các thành viên của Khối thịnh vượng chung Anh.
Tác giả bài này vẫn chưa được xác định nhưng nhiều người ghi nhận Henry Carey là người đầu tiên trình tấu bản nhạc này vào năm 1740.
Vì King trong tiếng Anh dùng để chỉ một vị quân chủ nam giới, lời nhạc và nhan đề bài này sẽ đổi thành God Save the Queen (tiếng Anh có nghĩa là: "Chúa phù hộ Nữ vương") để phù hợp nếu quân chủ là nữ giới. Điệu nhạc "God Save the King", nhưng với lời nhạc khác cũng là hoàng ca của Na Uy (Kongesangen) và quốc ca của Liechtenstein (Oben am jungen Rhein) cùng một số lãnh thổ từng có liên hệ vương tộc với hoàng gia Anh như Hà Lan (cho đến năm 1932), Phổ và Đức (thời kỳ 1795-1918 với tựa Heil dir im Siegerkranz), Nga (Молитва русских cho đến năm 1833), và Thụy Điển (thời kỳ 1805-93 với tựa Bevare gud vår kung). Thụy Sĩ (Rufst Du, mein Vaterland) cũng một thời dùng điệu nhạc này làm quốc thiều mãi đến năm 1961 mới đổi sang bản khác.

## Nguyên bản tiếng Anh
1. God save our gracious King,
Long live our noble King,
God save the King:
Send him victorious,
Happy and glorious,
Long to reign over us:
God save the King.
2. O Lord, our God, arise,
Scatter his enemies,
And make them fall.
Confound their politics,
Frustrate their knavish tricks,
On thee our hopes we fix:
God save us all.
3. Thy choicest gifts in store,
On him be pleased to pour;
Long may he reign:
May he defend our laws,
And ever give us cause
To sing with heart and voice
God save the King
4. Not in this land alone,
But be God's mercies known,
From shore to shore!
Lord make the nations see,
That men should brothers be,
And form one family,
The wide world ov'er.
5. From every latent foe,
From the assassins blow,
God save the King!
O'er his thine arm extend,
For Britain's sake defend,
Our mother, prince, and friend,
God save the King!
6. Lord grant that Marshal Wade
May by thy mighty aid
Victory bring.
May he sedition hush,
And like a torrent rush,
Rebellious Scots to crush.
God save the King!

## Sử dụng ở nơi khác
Hiện tại
Hoàng ca:
- Antigua và Barbuda
- Úc
- Bahamas
- Barbados
- Belize
- Canada
- Grenada
- Jamaica
- Quần đảo Cook
- New Zealand
- Niue
- Saint Kitts và Nevis
- Quần đảo Solomon
- Tuvalu

Quốc ca và hoàng ca:
- Bermuda
- Guernsey
- Đảo Norfolk
- Đảo Man
- Lãnh thổ hải ngoại thuộc Anh
- Tokelau

Đã từng sử dụng ở
- Ấn Độ
- Ceylon
- Síp
- Fiji
- Gambia
- Ghana
- Guyana
- Hồng Kông
- Hawaii
- Nhà nước Tự do Ireland
- Kenya
- Malawi
- Malta
- Mauritius
- Nigeria
- Pakistan
- Rhodesia
- Sierra Leone
- Singapore
- Nam Phi
- Tanganyika
- Trinidad và Tobago
- Uganda